# Ortygospiza atricollis
La estrilda codorniz (Ortygospiza atricollis) es una especie de ave paseriforme de la familia Estrildidae propia del África subsahariana.

## Taxonomía
La estrilda codorniz fue descrita científicamente en 1817 por el ornitólogo francés Louis Jean Pierre Vieillot. Anteriormente en el género Ortygospiza se clasificaban tres especies, pero en 2007 las otras dos (O. fuscocrissa y O. gabonensis) se incluyeron en esta especie, quedando así como única especie del género.
Se reconocen las siguientes subespecie:
- O. a. atricollis (Vieillot, 1817) - se extiende del sur de Mauritania y Senegal a Chad y Camerún;
- O. a. ansorgei Ogilvie-Grant, 1910 - se encuentra en Gambia, el sur de Senegal y Togo;
- O. a. ugandae van Someren, 1921 - presente en el sur de Sudán, Uganda y el oeste de Kenia;
- O. a. fuscocrissa Heuglin, 1863 - ocupa Eritrea y Etiopía;
- O. a. muelleri Zedlitz, 1911 - se encuentra en Kenia, Angola, Namibia y el sur de Botsuana;
- O. a. smithersi Benson, 1955 - localizada en el noreste de Zambia;
- O. a. pallida Roberts, 1932 - ocupa el norte de Botsuana;
- O. a. digressa Clancey, 1958 - se extiende por Zimbabue, el sur de Mozambique y Sudáfrica;
- O. a. gabonensis Lynes, 1914 - se ubica desde Gabón al interior de la República Democrática del Congo;
- O. a. fuscata WL Sclater, 1932 - se encuentra en el norte de Angola, el sur de la República Democrática del Congo ay el noroeste de Zambia;
- O. a. dorsostriata van Someren, 1921 - localizada en el este de la República Democrática del Congo y el sur y oeste de Uganda.